# Percy Adlon
Paul Rudolf Parsifal Adlon, detto Percy (Monaco di Baviera, 1º giugno 1935 – Pacific Palisades, 10 marzo 2024), è stato un regista, sceneggiatore e produttore cinematografico tedesco.

## Biografia
Percy Adlon nacque a Monaco di Baviera, in Germania, il 1º giugno 1935. Studiò storia dell'arte, storia del teatro e letteratura tedesca all'Università Ludwig Maximilian di Monaco. 
Il suo film Bagdad Café (Out of Rosenheim), vinse il Premio César per il miglior film straniero 1989. Con la moglie Eleonore formò una propria casa di produzione cinematografica.
Residente negli Stati Uniti da decenni, Percy Adlon morì il 10 marzo 2024 a Pacific Palisades, in California, all'età di 88 anni.

## Vita privata
Dal suo matrimonio nacque un figlio, Felix O. Adlon, regista nonché marito dell'attrice Pamela Adlon e padre delle attrici Odessa A'zion e Gideon Adlon.

## Filmografia

### Lungometraggi
- Celeste (Céleste) (1980)
- Fünf letzte Tage (1982)
- Il pendolo (Die Schaukel) (1983)
- Sugar Baby (Zuckerbaby) (1985)
- Bagdad Café (Out of Rosenheim) (1987)
- Rosalie va a far la spesa (Rosalie Goes Shopping) (1989)
- Salmonberries - A piedi nudi nella neve (Salmonberries) (1991)
- Younger & Younger (1993)
- Die Straußkiste (1999)
- Hawaiian Gardens  (2001)
- Mahler auf der Couch (2010)

### Documentari
- 1001 mal Feri Farokhzad (1976) - cortometraggio
- Koenigs Kugel - Der deutsche Bildhauer Fritz Koenig im Trümmerfeld von Ground Zero (2001)
- Maasai Brothers aka Orbella’s People  (2007)

### Televisione
- Der Tänzer Heinz Bosl - Ein Erinnerungsbild (1976)
- Der Vormund und sein Dichter (1978)
- Der echte Liliom (1978)
- Herr Kischott (1980)
- Herschel und die Musik der Sterne (1986)
- Red Hot and Blue (1990)
- The Glamorous World of the Adlon Hotel (1996)
- Zirkus um Zauberflöte (1999)